# Ettore Rivolta
Ettore Rivolta (Milán; 3 de septiembre de 1904-octubre de 1977) fue un atleta italiano especializado en la prueba de 50 km marcha, en la que consiguió ser medallista de bronce europeo en 1938.

## Carrera deportiva
En el Campeonato Europeo de Atletismo de 1934 ganó la medalla de bronce en los 50 km marcha, llegando a meta en un tiempo de 4:54:06 segundos, tras el letón Jānis Daliņš y el suizo Arthur Tell Schwab (plata).